# Midnight Sun (2016)
Midnight Sun (schwedisch: Midnattssol) ist eine schwedisch-französische Fernsehserie, die in Schweden das erste Mal am 23. Oktober 2016 im Sender SVT und in Frankreich am 28. November 2016 auf Canal+ gesendet wurde.

## Produktion
Die Krimiserie wurde von Måns Mårlind und Björn Stein (Die Brücke – Transit in den Tod) nach einer Idee der ausführenden Produzenten Patrick Nebout und Henrik Jansson-Schweizer umgesetzt.

## Handlung
Im Norden von Schweden, um die Periode der Mitternachtssonne herum, geschieht in der Minenarbeiterstadt Kiruna ein mysteriöser Mord an einem Mann französischer Nationalität. Die französische Polizistin Kahina Zadi wird nach Schweden geschickt, um die örtliche Polizei bei der Mordermittlung zu unterstützen. Sie muss mit dem phlegmatischen Staatsanwalt Anders Harnesk zusammenarbeiten.

## Besetzung

### Hauptbesetzung
- Leïla Bekhti: Kahina Zadi
- Gustaf Hammarsten: Anders Harnesk
- Peter Stormare: Rutger Burlin

### Nebenbesetzung
- Sofia Jannok: Nåjd
- Jakob Hultcrantz Hansson: Thorndahl
- Olivier Gourmet: Alain Gruard
- Denis Lavant: Pierre Carnot
- Richard Ulfsäter: Thor
- Oscar Skagerberg: Kristoffer Hanki
- Karolina Furberg: Jessika Harnesk
- Jessica Grabowsky: Jenny Ann
- Editha Domingo: Mabée
- Malin Persson: Linnea
- Anna Azcárate: Kajsa Burlin
- Pelle Heikkilä: Marko Helsing
- Albin Grenholm: Kimmo
- Göran Forsmark: Sparen
- Rodolphe Congé: Benoît
- Iggy Malmborg: Eddie
- Jeremy Corallo: Nadji
- Philippe du Janerand: Éric Tardieu
- Maxida Märak: Evelina Geatki

## Kritiken
Das Portal femundo lobte die Serie für ihre herausragenden Landschaftsaufnahmen und den Bezug zu realen Vorkommnissen in Kiruna, wie der geplanten Umsiedlung der Stadt.